# Svetićevo
Svetićevo (ćir.: Светићево) je naselje u općini Bačka Topola u Sjevernobačkom okrugu u Vojvodini.

## Stanovništvo
U naselju Svetićevo živi 205 stanovnika, od čega 165 punoljetna stanovnika s prosječnom starosti od 42,7 godina (40,5 kod muškaraca i 45,6 kod žena). U naselju ima 74 domaćinstva, a prosječan broj članova po domaćinstvu je 2,77.
Prema popisu iz 1991. godine u naselju je živjelo 229 stanovnika.
| Etnički sastav 2002. |            |        |
| Narod                | Stanovnika |        |
| Srbi                 | 107        | 52,19% |
| Mađari               | 83         | 40,48% |
| Crnogorci            | 2          | 0,97%  |
| Nijemci              | 1          | 0,48%  |
| Makedonci            | 1          | 0,48%  |
| Jugoslaveni          | 1          | 0,48%  |
| nepoznato            | 0          | 0,00%  |

| broj stanovnika | 943   | 1196  | 1292  | 1148  | 257   | 229   | 205   |
|                 | 1948. | 1953. | 1961. | 1971. | 1981. | 1991. | 2001. |

## Vanjske poveznice
- Karte, položaj vremenska prognoza  Arhivirana inačica izvorne stranice od 16. siječnja 2009. (Wayback Machine)
- Satelitska snimka naselja  Arhivirana inačica izvorne stranice od 8. ožujka 2021. (Wayback Machine)